# Significa
Significa is de leer van de middelen om verstandhouding te onderhouden, in het bijzonder van de taal als middel waardoor mensen elkaar proberen te beïnvloeden. In het laatste decennium van de 19e eeuw werden in deze materie belangrijke impulsen gegeven door Victoria Lady Welby, die hoopte daarmee een eind te kunnen maken aan de vele misverstanden en het wantrouwen tussen verschillende sociale groepen. Aanvankelijk luidde de term Significs. De term is later aangepast tot significa door de Nederlandsche Signifische Beweging (Dutch Significs Group).

## Nederland
In Nederland vond dit streven naar heldere en ondubbelzinnige taal opdat misverstanden en wantrouwen tussen mensen zou verdwijnen, in het bijzonder weerklank bij dichter/schrijver Frederik van Eeden en een aantal geestverwanten, onder wie Jacob Israël de Haan en de wiskundigen L. E. J. Brouwer, en Gerrit Mannoury.
Laatstgenoemde maakte een systematische studie van de significa. Hij onderzocht de verschillende vormen van taalgradatie en paste de significa op verschillende gebieden van wetenschap toe. Op 12 september 1917 richtte hij samen met Van Eeden, de Haan, Brouwer, Henri Borel, en Jacques van Ginneken de Nederlandse Signifische Kring op. Na 1925 is hij de belangrijkste persoon op dit gebied. Mannoury leverde pionierswerk door de grondslagen en basisbegrippen te formuleren van de significa als wetenschap. Zo had hij onder meer invloed op het latere werk van Adriaan de Groot. 
Biologe Mechtild de Jong concludeerde in 2002 in haar proefschrift dat de ecologische theorieën die de basis vormen van het Nederlandse natuurbeschermingsbeleid in belangrijke mate beïnvloed zijn door de opvattingen van wetenschappers die behoorden tot de Signifische Kring.
Ook de introductie van de informatietheorie in de biologie ging gepaard met de studie van het biologisch begrippenapparaat, waarvoor onder anderen Christiaan Pieter Raven de biologische sectie van de Signifische Kring oprichtte.

## Internationale School voor Wijsbegeerte
De ‘Signifische Beweging’ was ook rechtstreeks betrokken bij de oprichting van de Internationale School voor Wijsbegeerte in Amersfoort.
Aanrakingspunten met de Significa zijn te vinden in de denkbeelden van Ernst Mach, Charles Peirce en in het logisch positivisme van de Wiener Kreis.
- Mannoury, G., Signifika, Een inleiding, Servire 1949